# Speyeria garretti
Speyeria garretti är en fjärilsart som beskrevs av Gunder 1932. Speyeria garretti ingår i släktet Speyeria och familjen praktfjärilar. Inga underarter finns listade i Catalogue of Life.